# Грешница без греха
Грешница без греха је југословенски дугометражни неми играни филм из 1930. године. Аутор сценарија и режије је Коста Новаковић, један од пионира седме уметности на нашим просторима.

## О филму
Млада, патријархално васпитана девојка долази из села у град. Упознаје елегантног господина, све делује као бајка, љубав, заборавља дечка. Убрзо сазнаје да је елегантни господин пљачкаш банака и градски хохштаплер. Очајна је, хоће да се убије. Тада се појављује њен бивши дечко и спасава је. Филм је снимљен у продукцији „Новаковић филм" (1926–1941). Сниман је током 1928. и 1929. године, а премијерно је приказан у београдском биоскопу „Касина", 12. априла 1930. године. Филм се допао гледаоцима и добио је доста похвалних критика у филмској штампи.

## Улоге
| Глумац             | Улога |
| ------------------ | ----- |
| Илија Драгић       |       |
| Никола Госић       |       |
| Миливоје Крстић    |       |
| Перса Павловић     |       |
| Соња Станисављевић |       |
| Виктор Старчић     |       |
| Жанка Стокић       |       |

## Занимљивости
- За потребе снимња филма, Коста Новаковић продао је своју апотеку и потпуно се посветио снимању Грешнице без греха.
- У филму се појављује афирмисана београдска позоришна глумица Жанка Стокић, у улози станодавке, као и глумац Виктор Старчић, у улози негативца.
- У финалној верзији због цензуре недостаје део у коме се појављују проститутке у затвору. У филму се ипак појављују „слободније сцене", а то су, на пример, када глумица облачи свилене чарапе на лепе ноге.
- Коста Новаковић је аутор првог домаћег краткометражног еротског филм „Девојка која чита", који није сачуван.
- Рестаурирана копија Грешница без греха приказана је на Данима немог филма у Сачилеу у Италији 2003. године.